# Jennie Ekström
Jennie Ekström, född 16 juni 1991, är en svensk simmare med funktionsnedsättning från Vara.
Hon har ett flertal svenska rekord samt fem europarekord och fyra världsrekord. Hon tränar för Varabygdens Simsällskap, och tävlar även för landslaget. Jennie Ekström saknar vänster arm och större delen av lårbenen. Hon deltog i paralympiska sommarspelen 2008 på tre distanser med en fjärde plats på 50 meter frisim som bästa resultat.
2007 och 2009 utsågs Jennie Ekström till årets idrottare med funktionshinder i västra Götaland. 
2009 fick Jennie Ekström Idrottsskölden och detta år blev hon även utsedd till årets Varabo.
Vid VM 2010 tog Ekström sex olika medaljer, inklusive ett guld på 150 meter medley. Vid VM 2013 tog hon två silver.

## Världsrekord
| N:o | Distans           | Klass | Tid     | Ort                       | Datum            |
| --- | ----------------- | ----- | ------- | ------------------------- | ---------------- |
| 1   | 150 m Medley (kb) | SM3   | 3:43,85 | Rio de Janeiro, Brasilien | 29 november 2009 |
| 2   | 50 m Bröst (kb)   | SB2   | 1:20,20 | Rio de Janeiro, Brasilien | 30 november 2009 |
| 3   | 100 m Medley (kb) | SM3   | 2:16,04 | Malmö, Sverige            | 14 februari 2010 |
| 4   | 100 m Bröst       | SB2   | 2:45,02 | Berlin, Tyskland          | 1 maj 2011       |

kb = Kortbana